# Muhammedorden

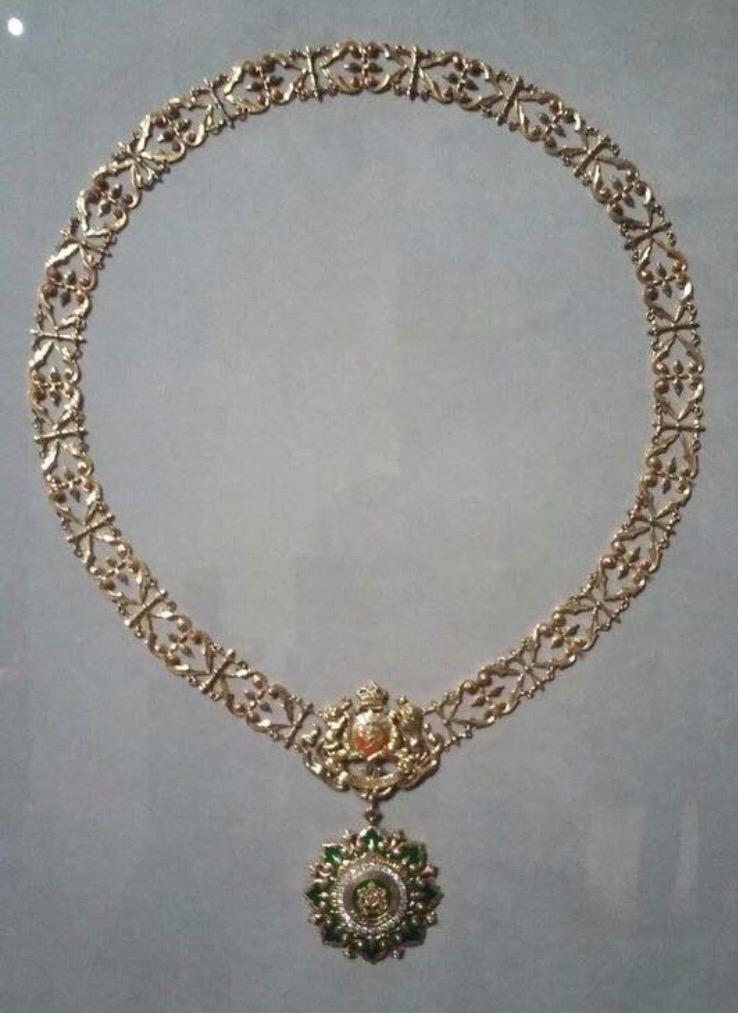
Ordens kedja

Muhammadorden (arabiska: وسام المحمدي) är en marockansk orden som grundades år 1956 av kungen Muhammed V. Den är Marockos högsta utmärkelse och delas endast för medlemmar av kungafamiljen, utländska statschefer eller utländska kungligheter.
Marockos regerande kung är ordens stormästare.
Orden består av tre grader:
- specialgrad
- I grad
- II grad